# 본 얼티메이텀
본 얼티메이텀(The Bourne Ultimatum) 또는 잃어버린 얼굴 제3부(초판)는 로버트 러들럼의 첩보 소설로, 1990년에 발매되었다. 이 소설을 바탕으로 한 동명의 영화가 2007년 개봉하였다.